# Hibernace

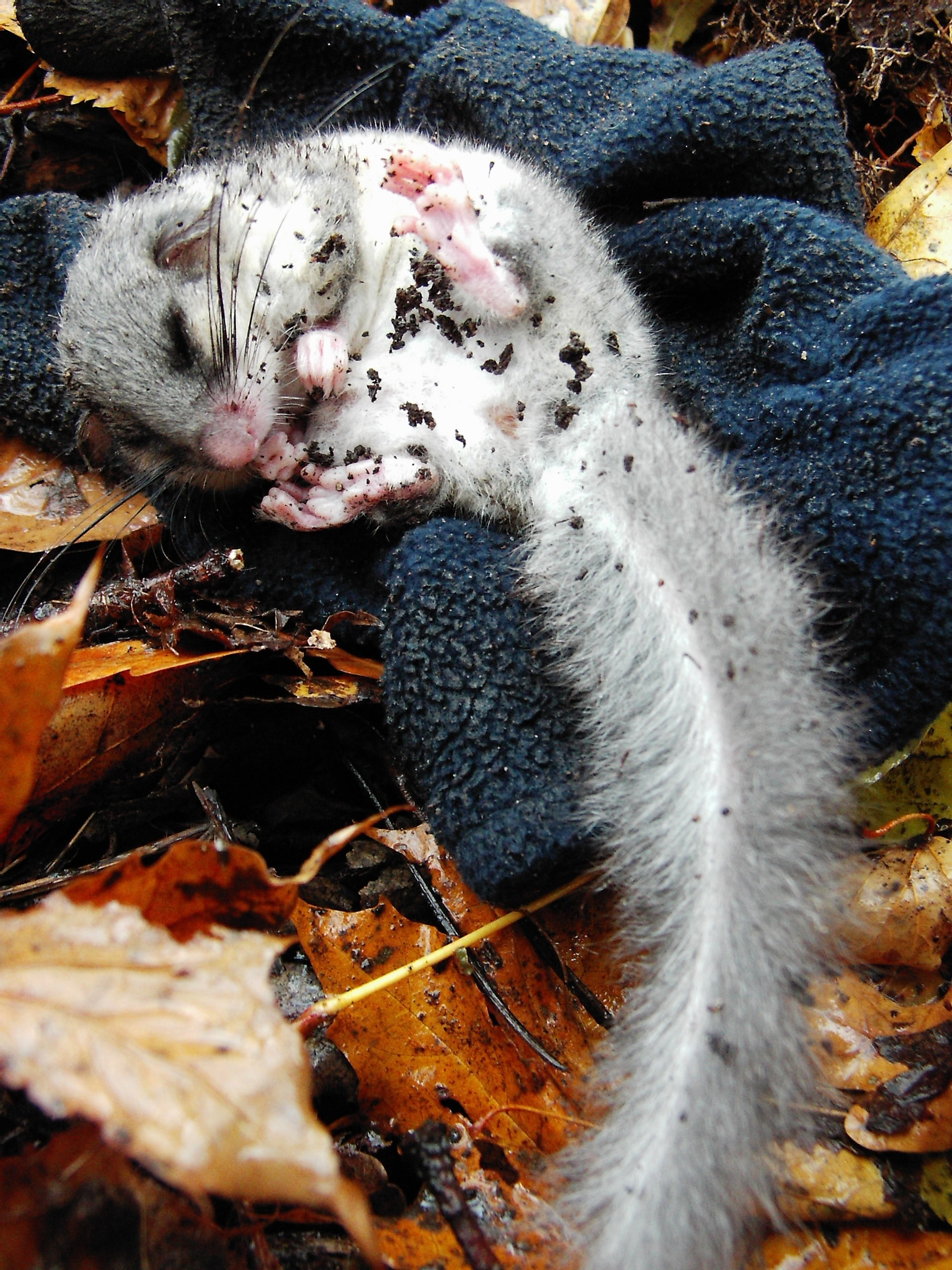
Plch velký při zimním spánku

Hibernace (některé zdroje uvádějí též hybernace), česky zimní spánek, je specifická reakce živočichů na zimní období. Hibernující živočich přečkává v klidovém stavu a při útlumu fyziologických procesů ve vhodném úkrytu, zvaném hibernakulum, nepříznivé zimní období. Klidový stav se projevuje především snížením tělesné teploty. Hibernace je známa např. u netopýrů, ježků, křečků, plchů nebo syslů.
S fyziologií hibernace úzce souvisí složení potravy, které bývá pro živočichy důležitější než její množství. S blížící se zimou shromažďují živočichové velké zásoby bílého tuku, který slouží jako uskladňovací tkáň. (Na rozdíl od hnědého tuku, který má funkci tepelné tkáně; hlavní funkcí hnědé tukové tkáně je transformovat energii z přijaté potravy na tepelnou energii.) Lipidy přijímané v potravě se ukládají do tukové tkáně, která mohutní. Později bývají lipidy využívány k pokrytí metabolických potřeb. Protože přibírání na hmotnosti vyžaduje čas, začínají živočichové ukládat tuk přibližně měsíc před začátkem hibernace.
V lékařství se termín používá i k označení stavu nízké teploty (podchlazení) pacienta, přičemž může jít jak o symptom, tak o cílený léčebný prostředek.
Kromě hibernace existuje i nepravý zimní spánek, při kterém zůstávají živočichové v úkrytu, ale jejich teplota se nesnižuje, a občas se probouzejí a vycházejí ven. Takto přečkávají zimu např. jezevci.
Patrně hibernovali i jeskynní předci člověka, kteří se ukládali k nepravému zimnímu spánku.

## Letní spánek
V aridních oblastech se u živočichů vyskytuje též letní spánek (estivace). U rostlin je odpovídajícím stavem dormance, kdy v reakci na vnější podmínky dojde k utlumení růstu rostliny.